# Commune (îles Féroé)
Pour les articles homonymes, voir Commune (homonymie).

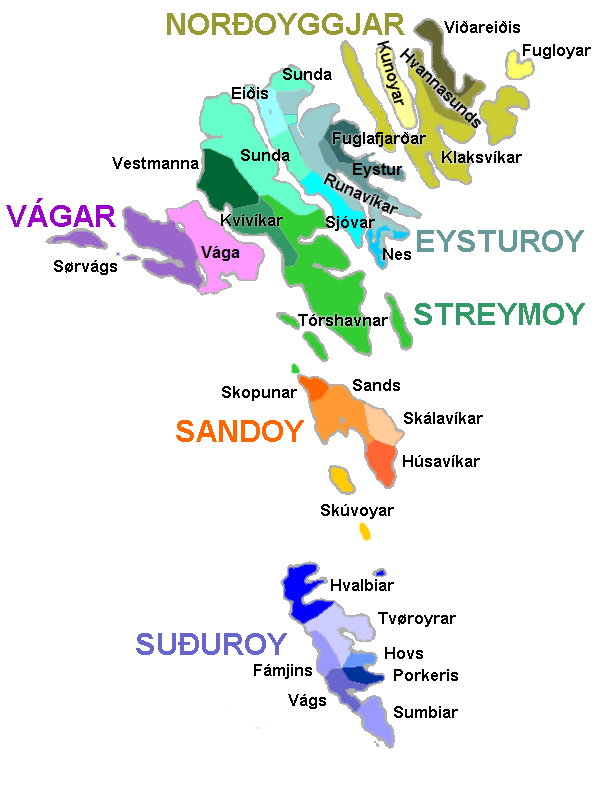
Carte des îles Féroé indiquant leur découpage en communes et régions entre 2017 et 2019.

Dans les îles Féroé, la commune (kommuna en féroïen, kommunur au pluriel) est une subdivision territoriale.

## Nombre
Au 1er janvier 2019, les îles Féroé comptent 29 communes. Auparavant[Quand ?], elles étaient subdivisées en 34 communes, et avant[Quand ?] 48. À terme, il est prévu que ce nombre descende entre 7 et 15, car la politique des îles est au regroupement communal et à la décentralisation des services publics.
Les communes les plus grandes sont organisées par le Kommunusamskipan Føroya ; les plus petites par le Føroya Kommunufelag. Au total, elles regroupent environ 120 villes et villages.

## Liste
Au 1er janvier 2019, les îles Féroé comprennent les 29 communes suivantes.
| Commune      | Île(s)                   | Région   | Population | Superficie (km²) | Densité (hab./km²) |
| ------------ | ------------------------ | -------- | ---------- | ---------------- | ------------------ |
| Eiði         | Eysturoy                 | Eysturoy | +00705,    | +0037,           | +019,              |
| Eystur       | Eysturoy                 | Eysturoy | +01 939,   | +0042,           | +046,              |
| Fámjin       | Suðuroy                  | Suðuroy  | +00113,    | +0009,           | +013,              |
| Fuglafjørður | Eysturoy                 | Eysturoy | +01 584,   | +0023,           | +070,              |
| Fugloy       | Fugloy                   | Norðoyar | +00044,    | +0011,           | +004,              |
| Hov          | Suðuroy                  | Suðuroy  | +00125,    | +0010,           | +012,              |
| Húsavík      | Sandoy                   | Sandoy   | +00131,    | +0026,           | +005,              |
| Hvalba       | Suðuroy                  | Suðuroy  | +00765,    | +0040,           | +019,              |
| Hvannasund   | Viðoy et Borðoy          | Norðoyar | +00441,    | +0033,           | +013,              |
| Klaksvík     | Borðoy, Kalsoy et Svínoy | Norðoyar | +05 478,   | +0116,           | +047,              |
| Kunoy        | Kunoy                    | Norðoyar | +00157,    | +0035,           | +004,              |
| Kvívík       | Streymoy                 | Streymoy | +00615,    | +0049,           | +012,              |
| Nes          | Eysturoy                 | Eysturoy | +01 238,   | +0014,           | +088,              |
| Porkeri      | Suðuroy                  | Suðuroy  | +00333,    | +0014,           | +024,              |
| Runavík      | Eysturoy                 | Eysturoy | +03 753,   | +0096,           | +039,              |
| Sandur       | Sandoy                   | Sandoy   | +00586,    | +0048,           | +012,              |
| Sjóvar       | Eysturoy                 | Eysturoy | +01 027,   | +0033,           | +031,              |
| Skálavík     | Sandoy                   | Sandoy   | +00183,    | +0029,           | +006,              |
| Skopun       | Sandoy                   | Sandoy   | +00507,    | +0009,           | +056,              |
| Skúvoy       | Skúvoy                   | Sandoy   | +00060,    | +0013,           | +004,6             |
| Sørvágs      | Vágar                    | Vágar    | +01 071,   | +0084,           | +013,              |
| Sumba        | Suðuroy                  | Suðuroy  | +00383,    | +0025,           | +015,              |
| Sunda        | Eysturoy                 | Eysturoy | +01 564,   | +0158,           | +010,              |
| Tórshavn     | Streymoy                 | Streymoy | +19 339,   | +0173,           | +112,              |
| Tvøroyri     | Suðuroy                  | Suðuroy  | +01 819,   | +0043,           | +042,              |
| Vága         | Suðuroy                  | Suðuroy  | +01 897,   | +0108,           | +018,              |
| Vágur        | Suðuroy                  | Suðuroy  | +01 402,   | +0021,           | +067,              |
| Vestmanna    | Streymoy                 | Streymoy | +01 234,   | +0052,           | +024,              |
| Viðareiði    | Viðoy                    | Norðoyar | +00339,    | +0030,           | +011,              |